# مکسیلیتین
مکسیلیتین (به انگلیسی: Mexiletine)
رده درمانی: داروهای ضد آریتمی
اشکال دارویی: کپسول

## موارد مصرف
مکسی لیتین در آریتمی‌ها به خصوص آریتمی بطنی مصرف می‌شود.

## مکانیسم اثر
ساختمان و عملکرد مکسی لیتین مشابه لیدوکائین می‌باشد. همچنین موجب کاهش خودکاری گره SA می‌شود.

## عوارض جانبی
ترمور، پارستزی، خستگی، درد قفسه سینه و تپش قلب.